# Kumar Shahani
Kumar Shahani (Larkana, 7 december 1940 – Calcutta, 24 februari 2024) was een Indiaas filmregisseur.

## Studie
Na de deling van Brits-Indië verhuisde zijn familie naar Bombay, ook wel Mumbai. Hier behaalde hij aan de universiteit een bachelorgraad in politicologie en geschiedenis. Hij studeerde verder in scriptschijven en regie aan het Film and Television Institute of India. Hij ontving een studiebeurs van de Franse regering waarop hij studie volgde aan het Institut des Hautes Études Cinématographiques (IDHEC).
In 1998 werd hij onderscheiden met een Prins Claus Prijs.
Shahani overleed op 24 februari op 83-jarige leeftijd.

## Filmografie
- The Glass Pane (1965)
- Manmad Passenger (korte film, 1967)
- A Certain Childhood (korte film, 1969)
- Rails for the World (korte film, 1970)
- Object (short fim, 1971)
- Maya Darpan (1972)
- Fire in the Belly (korte film, 1973)
- Our Universe (korte film, 1976)
- Tarang (1984)
- Var Var Vari (korte film, 1987)
- Khayal Gatha (1988)
- A Ship Aground (korte film, 1989)
- Kasba (1990)
- Bhavantarana (1991)
- Char Adhyaya (1997)
- The Bamboo Flute (Birah Bharyo Ghar Aangan Kone) (2000)
- As the Crow Flies (2004)